# 村田理尚
村田 理尚（むらた みちひさ、1978年 - ）は、京都府出身の日本の化学者。大阪工業大学工学部応用化学科准教授。工学博士（京都大学）。科学技術振興機構（JST）戦略的創造研究推進事業さきがけ研究者。第一種衛生管理者・甲種危険物取扱者。日本化学会近畿支部幹事。大阪工研協会ニューフロンティア材料部会2021幹事。科学の甲子園大阪府大会2018委員 。
専門は、有機・新エネルギー（創エネルギー含む）・物理化学/物質化学、ナノマテリアル・機能化学、衛生化学・環境化学。
第37回有機合成若手セミナー 〜明日の有機合成を担う人のため（有機合成化学協会関西支部・日本薬学会近畿支部が化学を専攻する大学生及び若手研究者を対象に1980年より続く伝統あるセミナー）において、ゲストスピーカとして「拡張π電子系の制御合成と熱電変換材料の創出」について講演している。

## 経歴
- 1997年京都教育大学附属高等学校卒業
- 2001年京都大学工学部工業化学科卒業
- 2003年京都大学大学院物質エネルギー化学専攻修士課程修了、日本学術振興会特別研究員DC1
- 2006年京都大学大学院物質エネルギー化学専攻博士課程修了、工学博士。 同年、カネカ研究開発本部研究員を経て、京都大学化学研究所助手
- 2007年京都大学化学研究所助教
- 2016年科学技術振興機構（JST）戦略的創造研究推進事業さきがけ研究者（兼任）
- 2017年大阪工業大学工学部応用化学科准教授

主な所属学会は、日本化学会・アメリカ化学会・有機合成化学協会・基礎有機化学会・近畿化学協会など。

## 主な受賞
- 第一回京都大学総長賞（2006）
- 第20回京大化研奨励賞（2015）
- 第37回フラーレン・ナノチューブ総合シンポジウム若手奨励賞（2009）
- 第30回有機合成化学協会研究企画賞（2017）
- 近畿化学協会第22回環境技術賞（2022）[4]。
- 有機合成化学協会関西支部賞（2024）[5]

## 主な研究
- エネルギー変換物質化学に関する研究
- 微小エネルギーを利用した革新的な環境発電技術の創出
- π拡張型ジチオラート金属錯体を用いた中性熱電材料の創製
- π共役配位高分子の合成と熱電変換特性
- 三次元π共役系錯体の合成と有機半導体材料としての性能
- 熱電発電に必要な高性能n型熱電フィルムの開発 - 特に注目に値する研究として、イギリス王立化学会（RSC: Royal Society of Chemistry）が発行している学術誌「Journal of Materials Chemistry A」のオンライン版2020に掲載された（DOI : 10.1039/d0ta04524a）[6][7]。
- ニッケル錯体とチエノチオフェン構造を組み合わせた分子デザインによる導電性有機材料の新物質の開発 〜 n型有機材料塗布膜で世界最高の電気伝導率を達成[8]：大阪産業技術研究所と台湾国立陽明交通大学との共同研究（米国化学会誌JACS2022に掲載）[9]

## 主な著書
- 「ナノカーボンハンドブック」（共著、エヌ・ティー・エス 2007年）
- Chemistry of Nanocarbons（共著、John Wiley & Sons, Inc. 2010年、英語版）
- Organic Nanomaterials: Synthesis, Characterization, and Device Applications（共著、John Wiley & Sons, Inc. 2013年、英語版）